# Cephaloscyllium zebrum
Cephaloscyllium zebrum — акула з роду Cephaloscyllium родини Котячі акули. Українська назва цієї акули відсутня. Її також називають «зебровою головастою акулою» та «вузькосмугою головастою акулою».

## Опис
Загальна довжина досягає 44,5 см, вважається, що може становити 50 см (втім подібні особини не були зафіксовані за фактом). Голова коротка та широка, дещо сплощена зверху. Очі помірно великі, овальні, горизонтальної форми, з мигальною перетинкою. Зіниці щілиноподібні. За очима розташовані невеличкі бризкальця. Ніздрі прикриті широкими носовими клапанами трикутної форми. губні складки відсутні. Рот широкий. На верхній щелепі присутні 60-61 робочих зубів, на нижній — 59-62. Зуби дрібні, з 3-5 верхівками, з яких центральна є високою й гострою, бокові — маленькі. Зуби з верхньої щелепі помітні при закритій пащі. У неї 5 пар коротких зябрових щілин. Тулуб помірно щільний. Грудні плавці великі, широкі, з вузько закругленими верхівками. Має 2 спинних плавця. Передній спинний плавець більше за задній. Починається з середини черевних плавців. Черевні плавці маленькі Задній спинний плавець розташовано навпроти анального. Анальний плавець більше за задній спинний плавець. Хвостовий плавець помірно широкий, має слаборозвинену, проте чітко виражену нижню лопать.
Забарвлення жовто-кремове. Поперек спини: від хвостового плавця до голови розташовано 31-34 вузьких смуг темно-коричневого кольору, які біля хвоста більш контрастні. Тому отримала назву зебрової головастої акули. Черево світліше за спину.

## Спосіб життя
Тримається на глибині 444—454 м. Як захист здатна роздувати черево, ковтаючи воду або повітря. Доволі повільна акула. Активна переважно вночі. Полює на здобич біля дна, є бентофагом. Живиться дрібною костистою рибою, невеликими ракоподібними і молюсками.
Статева зрілість настає при розмірах 42-44 см. Це яйцекладна акула. Самиця відкладає 1 яйце.

## Розповсюдження
Мешкає біля узбережжя штату Квінсленд, в районі рифу Фліндерс (Австралія).